# Khoa thấp khớp
Khoa thấp khớp (tiếng Anh: Rheumatology; tiếng Hi Lạp: ρεύμα, rheuma) là một chuyên khoa trong y học nội khoa, chuyên chẩn đoán và điều trị các bệnh thấp khớp. Các bác sĩ chuyên về phụ khoa này được gọi là Bác sĩ thấp khớp. Một trong những thay đổi lớn trong bệnh thấp khớp hiện đại là sự phát triển của các loại thuốc mới có tên gọi là thuốc sinh vật học, hay chất điều chỉnh bệnh, giúp kiểm soát những ca bệnh nặng hiệu quả hơn.

## Điều trị

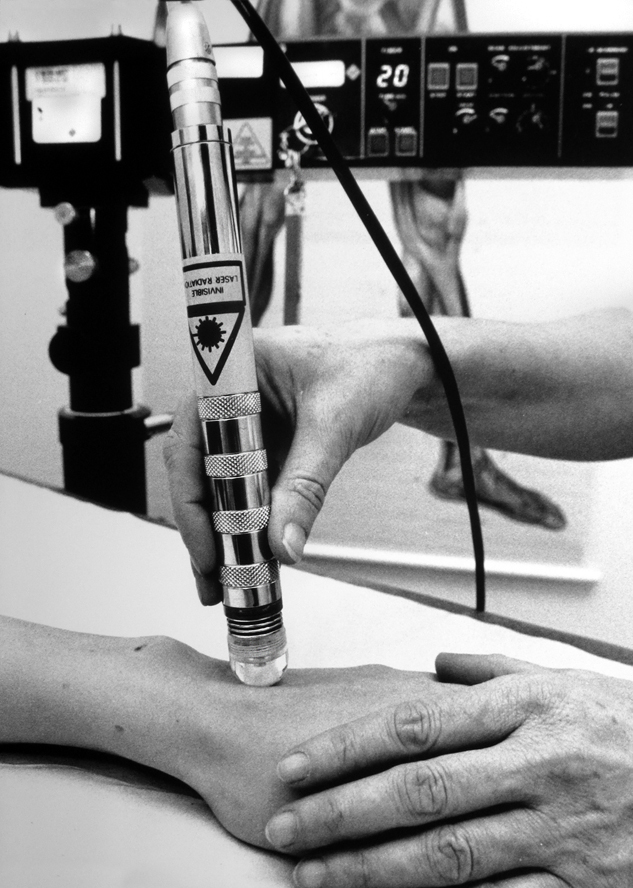

Phương thức điều trị dựa trên nghiên cứu khoa học, hiện nay, thực hành thấp khớp chủ yếu dựa trên bằng chứng.